# Manastirica (gmina Kladovo)
Manastirica (cyr. Манастирица) – wieś w Serbii, w okręgu borskim, w gminie Kladovo. W 2011 roku liczyła 168 mieszkańców.